# Phycosoma mustelinum
Phycosoma mustelinum là một loài nhện trong họ Theridiidae.
Loài này thuộc chi Phycosoma. Phycosoma mustelinum được Eugène Simon miêu tả năm 1889.

## Hình ảnh

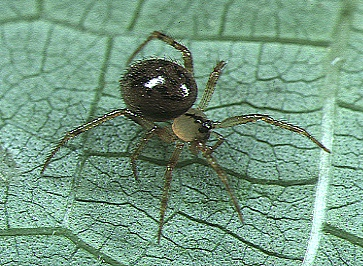